# 関東愛媛県人会
関東愛媛県人会（かんとうえひめけんじんかい）は、関東近郊に住む愛媛県出身者で作る県人会である。本部を東京都千代田区平河町の都道府県会館11階に置く。
愛媛県庁等行政の外郭機関ではないがそれらと深くかかわっており、松山市等は負担金を出している。イベントも多数開催されており、特に「秋の大園遊会」が有名。

## 沿革・概要
生い立ちは、現在残っている 資料から推測しますと、1912年（明治45年～大正元年）頃と言われています。 
現在資料として残っている一番古い会報の一部ですが「会の規約、県人会役員名簿」、大正8年4月現在があります。本資料ほか大正14年～昭和16年頃までの会報があり、平成元年に当時県人会発足に関わった故曽根松太郎様 〈明治3年吉田町生〉のご遺族様から頂いた貴重なものです。
- 機関紙を年1〜2回発行。

## 主なイベント
- 新年賀詞交歓会
- 総会
- 秋の大園遊会
  - 毎年9月の第2日曜日に行なわれる、当県人会における最大のイベント。参加者は1000人に達し、他の県人会を圧倒する規模。通例、東京都文京区の椿山荘で行なわれ、愛媛県知事や県内選出の国会議員なども参加する。パーティ形式で催され、知事よりの愛媛県内の情勢報告、歌謡ショーや愛媛県物産即売などで構成されており、近年はえひめフィルム・コミッションの成果報告もある。